# Zbigniew Szreniawski

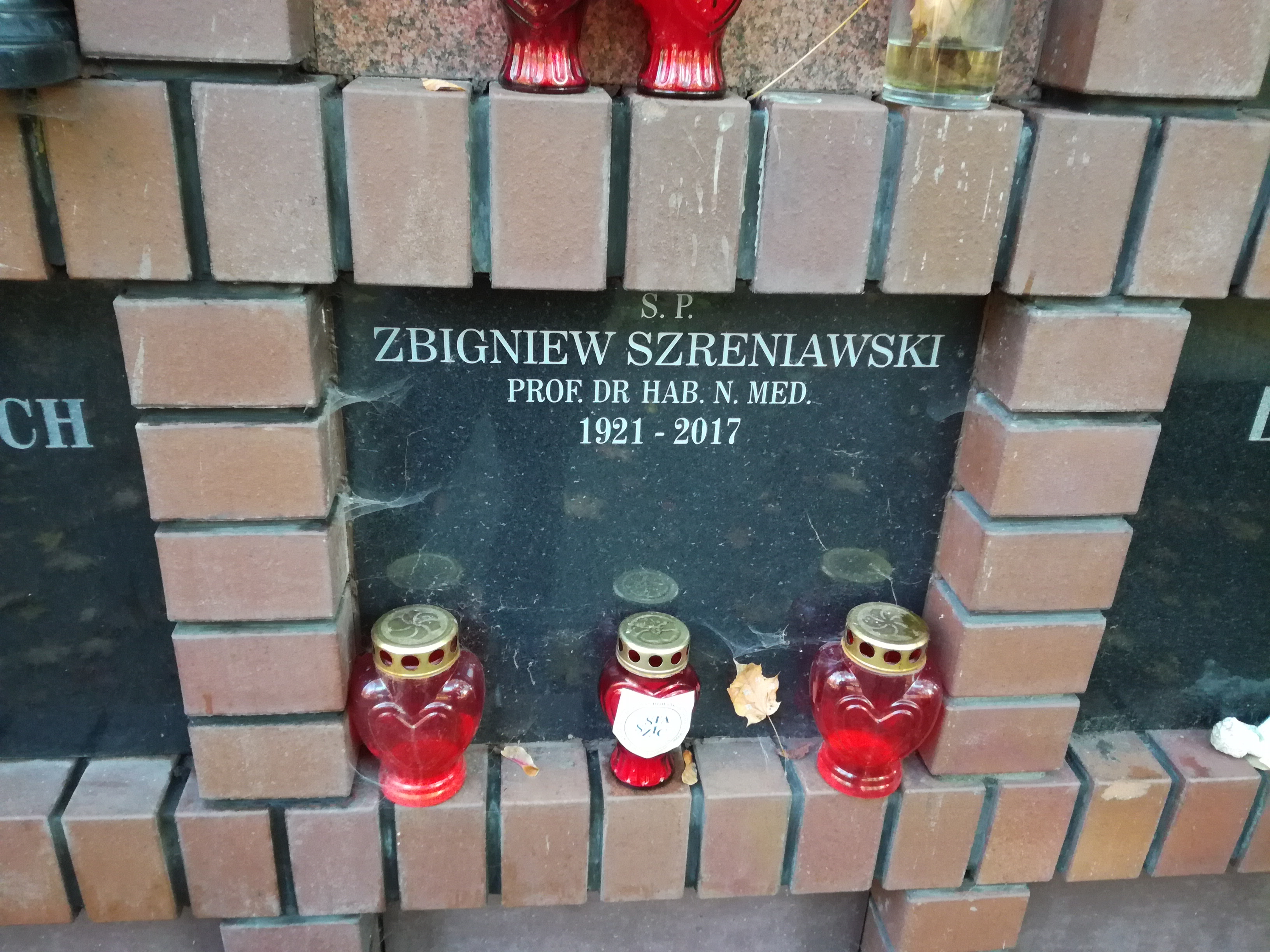
grób Zbigniewa Szreniawskiego w kolumbarium cmentarza Powązkowskiego

Zbigniew Szreniawski (ur. 13 maja 1921, zm. 24 marca 2017) – polski lekarz,  profesor nauk medycznych i doktor habilitowany.

## Biografia
Przez całe życie był związany z jedną uczelnią. Pracował na Warszawskim Uniwersytecie Medycznym. Był kierownikiem Zakładu Farmakologii Doświadczalnej od 1974 do 1991. Był dziekanem od 1984 do 1987 Posiadał również habilitację. W 2011 uroczyście obchodził jubileusz dziewięćdziesięciolecia urodzin. Zmarł 24 marca 2017 w wieku 95 lat. Był autorem kilkunastu pozycji książkowych (monografii) i ponad stu artykułów. Był odznaczony Krzyżem Kawalerskim Orderu Odrodzenia Polski, Złotym Krzyżem Zasługi, Medalem Komisji Edukacji Narodowej, Nagrodami Ministra Zdrowia, Medalem za Zasługi dla I Wydziału Lekarskiego, jak również Medalem im. dra. Tytusa Chałubińskiego.
Jego prochy pochowano w kolumbarium na cmentarzu Powązkowskim.